# Danh sách câu lạc bộ bóng đá ở Fiji
Đây là danh sách các câu lạc bộ bóng đá ở Fiji.

## Danh sách
- Ba F.C.
- Bua F.C.
- Dreketi F.C.
- Labasa F.C.
- Lami F.C.
- Lautoka F.C.
- Levuka F.C.
- Nadi F.C.
- Nadogo F.C.
- Nadroga F.C.
- Nalawa F.C.
- Nasinu F.C.
- Navua F.C.
- Nokia Eagles
- Rakiraki F.C.
- Rewa F.C.
- Savusavu F.C.
- Seaqaqa F.C.
- Suva F.C.
- Tailevu Naitasiri F.C.
- Tailevu North F.C.
- Taveuni F.C.
- Tavua F.C.
- Vatukoula F.C.